# アゼルバイジャンサッカー連盟協会
アゼルバイジャンサッカー連盟協会（アゼルバイジャンサッカーれんめいきょうかい、アゼルバイジャン語: Azərbaycan Futbol Federasiyaları Assosiasiyası）は、アゼルバイジャンにおけるサッカーを統括する競技運営団体。略称はAFFA。本部は首都のバクーに置かれる。
国際サッカー連盟（FIFA）と欧州サッカー連盟（UEFA）に加盟している。国内サッカーリーグのアゼルバイジャン・プレミアリーグの運営や、サッカーアゼルバイジャン代表などの組織を行っている。